# Don’t Break My Heart (песня Николы)
«Don’t Break My Heart» (англ. — «Не разбивай моё сердце») — песня румынской певицы Николетты Александру, более известной как Никола, вошедшая в её сборник песен Best of Nicola, выпущенный в 2003 году и пятый студийный альбом De mă vei chema, выпущенный в 2004 году. Песня была написана самой Николой в соавторстве с мужем, композитором Михаем Александру, и была представлена в телевизионном конкурсе Евровидение-2003, который состоялся 24 мая в Риге, Латвия. По итогам голосования она заняла десятое место из 26, набрав 73 очка. Данный результат позволил Румынии автоматически пройти квалификацию на участие в финале конкурса 2004 года. Поэтому, Don’t Break My Heart стала предшественницей румынской заявки на Евровидение-2004 I Admit в исполнении Санды Ладоши. Хотя ремикс на Don’t Break My Heart активно крутился на радиостанциях США, с коммерческой точки зрения сингл провалился в международных чартах продаж.

## Предыстория и релиз
В 1986 году Николетта Александру основала группу Adaggio с участием певицы Кристины Фроня, дав свыше двухсот концертов. В 1988 году Александру начала сольную карьеру, использовав псевдоним Николетта Никола. Начиная с 1993 года, когда Румыния изъявила желание принять участие в конкурсе Евровидение, Никола стала активной участницей национального отбора Selecția Națională, организованного телекомпанией TVR для выбора исполнителя и песни. 1 марта 2003 года Александру приняла участие в седьмом выпуске Selecția Națională, состоявшимся в телестудии TVR в Бухаресте. Ей удалось выиграть финал отбора, набрав 24 очка по совокупности голосов от жюри и телезрителей. Don’t Break My Heart, написанная певицей в соавторстве с мужем, композитором Михаем Александру, выступившим также в роли саундпродюсера, является современной танцевальной песней в быстром темпе. Подобный стиль впоследствии станет наиболее востребованным в румынской поп-музыке 2000-х годов. Марк Геринг из немецкого веб-сайта Prinz.de отметил, что песня была «крутой» и назвал её первой в своём роде, представляющей Румынию на конкурсе. Песня была выпущена в формате CD-сингла лейблом Cat Music и позже была включена в сборник песен Best of Nicola, выпущенный в 2003 году и пятый студийный альбом De mă vei chema, выпущенный в 2004 году.

## На «Евровидении»
Никола выступала под номером 24, между Эстонией и Швецией. Во время выступления певица носила блестящую красную куртку с красными брюками, а танцевальную поддержку ей оказывали четыре танцора, крутящих виниловые пластинки, окрашенные в цвета флага Румынии. Геринг из немецкого веб-сайта Prinz.de раскритиковал как костюмы, так и хореографию. По итогам голосования она заняла десятое место из 26, набрав 73 очка, в том числе 12 очков от России. Этот результат позволил Румынии автоматически пройти квалификацию на конкурс 2004 года, минуя стадию полуфинала. Румынские телезрители 12 очков присудили Швеции и 7 очков России.

## Треклист
- CD сингл

1. «Don’t Break My Heart» — 2:59